# Puducherry (Distrikt)
Der Distrikt Puducherry (Tamil: புதுச்சேரி மாவட்டம்; vor dem 1. Oktober 2006 Pondicherry, französisch Pondichéry) ist einer von vier Distrikten des indischen Unionsterritoriums Puducherry. Der Distrikt hatte bei der Volkszählung eine Fläche von 294 Quadratkilometern und rund 950.000 Einwohner.

## Geografie

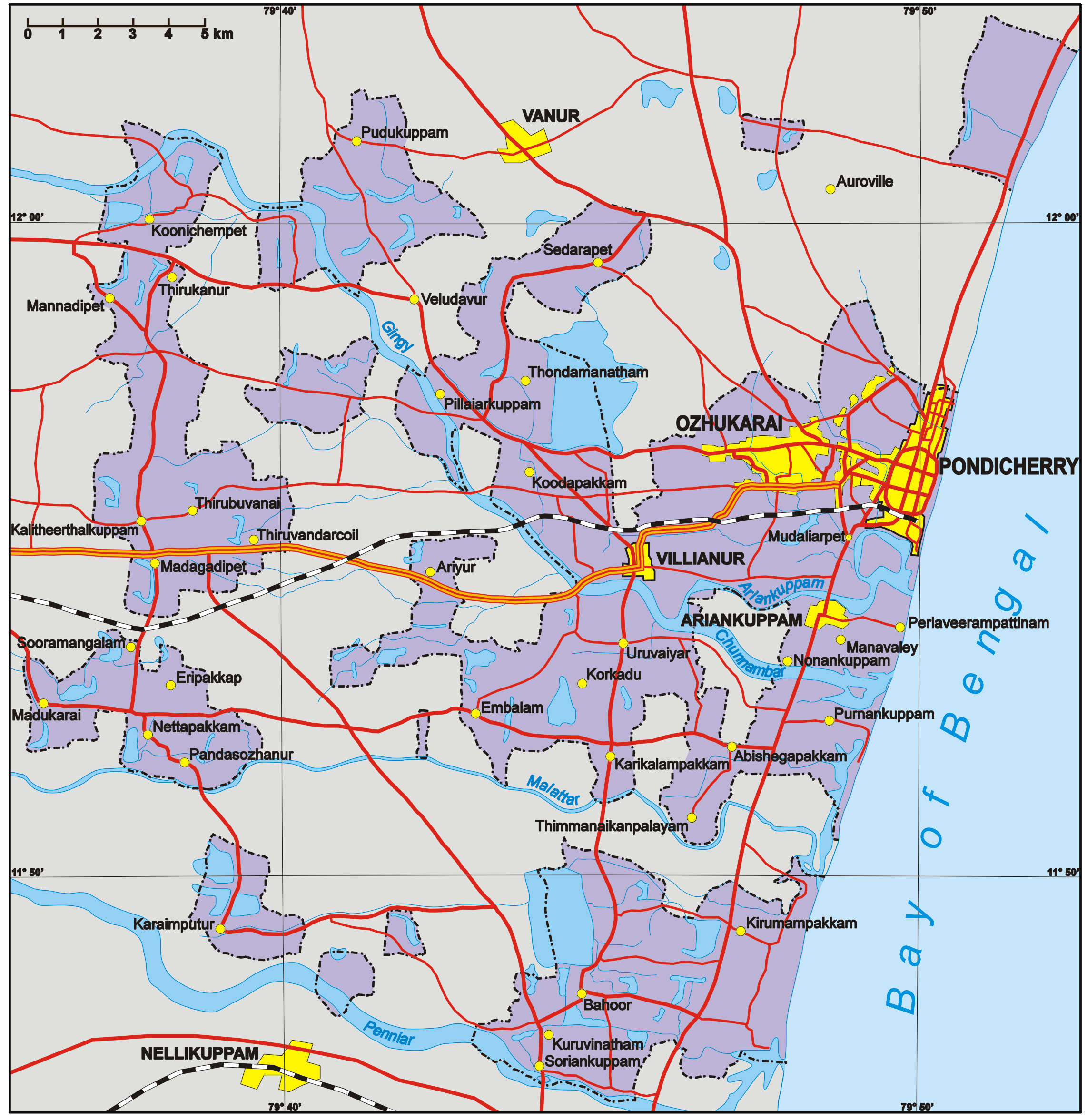
Karte des Distrikts Puducherry

Der Distrikt Puducherry ist neben Karaikal, Mahe und Yanam einer von vier räumlich voneinander getrennten Distrikten des Unionsterritoriums Puducherry. 
Der Distrikt Puducherry liegt an der Koromandelküste am Golf von Bengalen 135 Kilometer südlich von Chennai (Madras) und bildet eine Enklave im Gebiet des Bundesstaats Tamil Nadu. Der Distrikt hat eine Fläche von 294 Quadratkilometern und umfasst die Stadt Puducherry samt einigen Vororten und Dörfern im Hinterland. Die Grenzziehung zwischen Puducherry und Tamil Nadu (Distrikte Viluppuram und Cuddalore) ist äußerst komplex: Der Distrikt besteht aus zwölf zersplitterten Exklaven und schließt seinerseits eine zu Tamil Nadu gehörige Enklave ein.
Die Region ist flach mit einer durchschnittlichen Höhe von etwa 15 Metern über dem Meeresspiegel. Das Distriktgebiet wird vom periodisch wasserführenden Gingee-Fluss durchflossen. Südlich von Puducherry-Stadt teilt er sich in die zwei Mündungsarme Ariankuppam und Chunnambar und mündet in den Golf von Bengalen. Im Süden bildet der Fluss Penniar stellenweise die Grenze zum Bundesstaat Tamil Nadu. Im Nordwesten der Stadt Puducherry erstreckt sich ein Gürtel aus niedrigen, etwa 30 Meter hohen Hügeln in Richtung Ostnordosten. Diese Hügelkette taucht plötzlich aus dem flachen Schwemmland auf und ist als Les Montagnes Rouges („Die Roten Berge“) oder Gorimedu bekannt. Diese bilden das markanteste Merkmal der Landschaft. Der Fluss Gingee durchquert die Region diagonal von Nordwesten nach Südosten. Der Pennaiar bildet die südliche Grenze. Das Schwemmlanddelta des Pennaiar ist nahezu eben und liegt nur wenige Meter über dem Meeresspiegel.

## Geschichte
Der Distrikt ging zusammen mit dem ganzen Unionsterritorium aus den ehemaligen französischen Kolonialbesitzungen hervor, die 1954 an Indien fielen.

## Bevölkerung

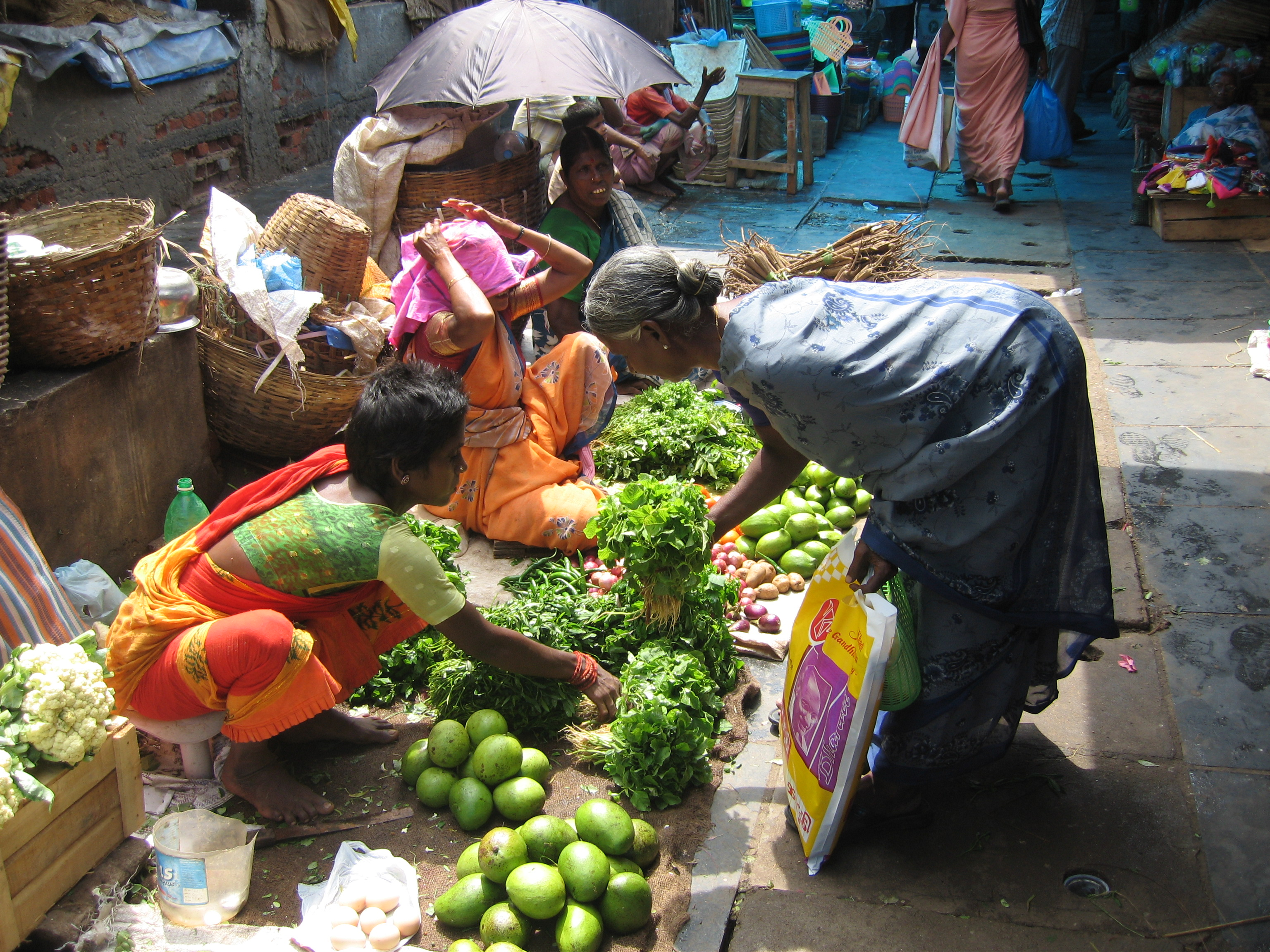
Marktszene in Puducherry

Bei der indischen Volkszählung 2011 hatte der Distrikt Puducherry 950.289 Einwohner. Er war der mit Abstand größte unter den vier Distrikten des Unionsterritoriums und beherbergte über drei Viertel seiner Einwohner. Der Distrikt Puducherry ist größtenteils städtisch strukturiert: 69 Prozent der Einwohner lebten 2011 in städtischen Gebieten. Entsprechend hoch war die Bevölkerungsdichte mit 3.232 Einwohnern pro Quadratkilometer. 16 Prozent der Einwohner des Distrikts waren Angehörige registrierter niederer Kasten (Scheduled Castes). Die Alphabetisierungsquote betrug 85 Prozent.
Unter den Einwohnern des Distrikts Puducherry stellten Hindus nach der Volkszählung 2011 mit 90 Prozent die große Mehrheit. Daneben gab es Minderheiten von Christen (6 Prozent) und Muslimen (3,5 Prozent). Die Hauptsprache ist wie im benachbarten Tamil Nadu das Tamil, das bei der Volkszählung 2001 von 94 Prozent der Distriktbevölkerung als Muttersprache gesprochen wurde. Rund 2,5 Prozent sprachen Telugu, der Rest entfiel auf sonstige Sprachen.

### Orte
Im Distrikt Puducherry gab es im Jahr 2011 zwei Städte mit eigener Stadtverwaltung (Municipalities), drei Zensusstädte (Census Town), ein nach dem Panchayat-System verwaltetes Dorf (Gram Panchayat) und 62 Dörfer. Angegeben ist die Einwohnerzahl nach der Volkszählung 2011.
Municipalities
- Ozhukarai (300.104)
- Puducherry (244.377)

Zensusstädte
- Ariankuppam (29.808)
- Manavely (15.666)
- Villianur (34.383)

Gram Panchayat
- Kurumbapet (32.871)